# Fairview 136, Alberta
Fairview 136, din provincia Alberta, Canada   este un district municipal situat vestic central în Alberta. Districtul se află în Diviziunea de recensământ 19. El se întinde pe suprafața de 1,389.01 km2  și avea în anul 2011 o populație de 1,673 locuitori.
Cities Orașe
--
Towns Localități urbane
- Fairview

Villages Sate
- Bluesky
- Whitelaw

Summer villages Sate de vacanță
--
Hamlets, cătune
Așezări
- Dunvegan
- Erin Lodge
- Friedenstal
- Gage
- Highland Park
- Lothrop
- Red Star
- Scotswood
- Vanrena
- Waterhole

1. 1 2  Population and dwelling counts, for Canada, provinces and territories, and census subdivisions (municipalities), 2016 and 2011 censuses – 100% data (în engleză), 20 februarie 2019